# Chris Butler

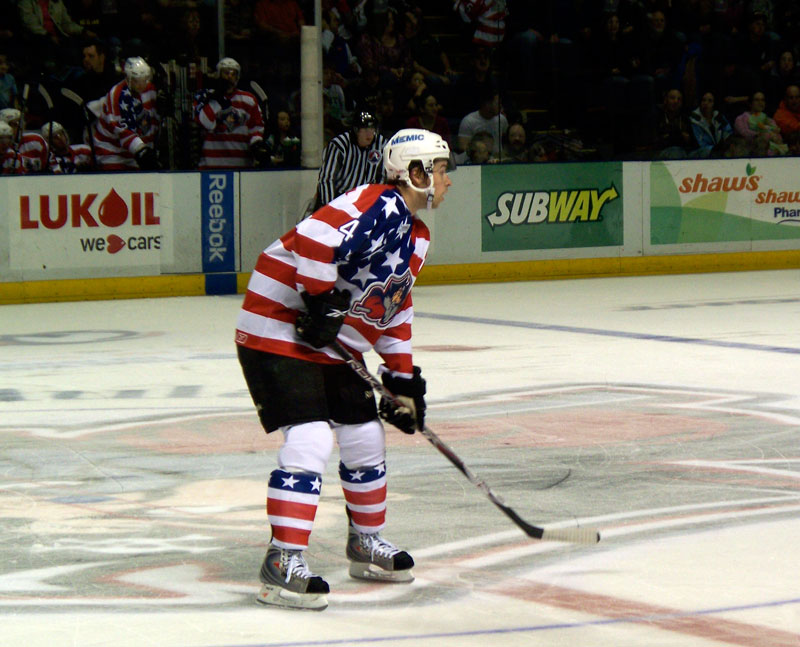
Chris Butler

Chris Butler, född 27 oktober 1986 i St. Louis, Missouri, är en amerikansk professionell ishockeyspelare som spelar för St. Louis Blues i National Hockey League (NHL). Han har tidigare spelat för Buffalo Sabres och Calgary Flames.
Butler valdes av Buffalo Sabres som 96:e spelare totalt i 2005 års NHL-draft.

## Statistik

### Klubbkarriär
| 2003–04    | Sioux City Musketeers | USHL       | 55  | 3  | 6  | 9  | 37  | 7  | 0 | 1 | 1 | 6  |
| 2004–05    | Sioux City Musketeers | USHL       | 60  | 6  | 22 | 28 | 90  | 13 | 1 | 6 | 7 | 10 |
| 2005–06    | University of Denver  | NCAA       | 35  | 7  | 15 | 22 | 28  | —  | — | — | — | —  |
| 2006-07    | University of Denver  | NCAA       | 39  | 10 | 17 | 27 | 42  | —  | — | — | — | —  |
| 2007-08    | University of Denver  | NCAA       | 41  | 3  | 14 | 17 | 38  | —  | — | — | — | —  |
| 2008–09    | Portland Pirates      | AHL        | 27  | 2  | 10 | 12 | 14  | 4  | 0 | 0 | 0 | 0  |
| 2008–09    | Buffalo Sabres        | NHL        | 47  | 2  | 4  | 6  | 18  | —  | — | — | — | —  |
| 2009–10    | Buffalo Sabres        | NHL        | 59  | 1  | 20 | 21 | 22  | —  | — | — | — | —  |
| 2010–11    | Buffalo Sabres        | NHL        | 49  | 2  | 7  | 9  | 26  | 7  | 0 | 1 | 1 | 10 |
| 2011–12    | Calgary Flames        | NHL        | 68  | 2  | 13 | 15 | 34  | —  | — | — | — | —  |
| NHL totalt | NHL totalt            | NHL totalt | 223 | 7  | 44 | 51 | 100 | 7  | 0 | 1 | 1 | 10 |